# لوغان بارتولوميو
لوغان بارتولوميو (بالإنجليزية: Logan Bartholomew)‏ هو ممثل أمريكي، ولد في 9 فبراير 1984 في الولايات المتحدة.

## وصلات خارجية
- لوغان بارتولوميو على موقع IMDb (الإنجليزية)
- لوغان بارتولوميو على موقع إن إن دي بي (الإنجليزية)
- لوغان بارتولوميو على موقع قاعدة بيانات الفيلم (الإنجليزية)